# Graham N. Fitch
Graham Newell Fitch, född 5 december 1809 i Genesee County, New York, död 29 november 1892 i Logansport, Indiana, var en amerikansk demokratisk politiker. Han representerade delstaten Indiana i båda kamrarna av USA:s kongress, först i representanthuset 1849-1853 och sedan i senaten 1857-1861.
Fitch studerade medicin och inledde 1834 sin karriär som läkare i Logansport, Indiana. Han var ledamot av Indiana House of Representatives, underhuset i delstatens lagstiftande församling, 1836 och 1839.
Fitch var professor i anatomi vid Rush Medical College i Chicago 1844-1848. Fitch efterträdde 1849 Charles W. Cathcart som kongressledamot. Han kandiderade inte till omval efter två mandatperioder i USA:s representanthus.
Senator John Pettit lyckades inte bli omvald 1855. Knownothings skulle annars ha haft bra möjligheter att vinna valet om vem som skulle få efterträda Pettit men när demokraterna i Indiana förstod att de inte vinner, lyckades de försena senatsvalet i delstatens lagstiftande församling med två år i en situation där rösterna hade fallit jämnt. Ashbel P. Willard skulle nämligen i egenskap av ordförande avgöra omröstningen där han inte ville att någondera av de kvarvarande kandidaterna vinner. Han vägrade att avgöra och Indiana fick fortsätta med bara en senator fram till 1857. Till sist valdes demokraten Fitch för de fyra åren som var kvar av den sexåriga mandatperioden. Willard hade under tiden tillträtt som ny guvernör i Indiana. Fitch bestämde sig för att inte ställa upp till omval som senator.
Fitch deltog i amerikanska inbördeskriget som överste. Han sårades i kriget. Efter kriget var han igen läkare i Logansport. Han arbetade ännu 1878 en kort period som professor i anatomi vid Indianapolis Medical College.
Hans grav finns på Mount Hope Cemetery i Logansport.